# Scheldeprijs 2021
Lo Scheldeprijs 2021, centosettesima edizione della corsa, valido come undicesima prova dell'UCI ProSeries 2021 categoria 1.Pro, si è svolto il 7 aprile 2021 per un percorso di 194,2 km, con partenza a Terneuzen, nei Paesi Bassi, ed arrivo a Schoten, in Belgio.
La vittoria è stata appannaggio del belga Jasper Philipsen, che ha completato il percorso in 4h03'30" alla media di 47,753 km/h, precedendo l'irlandese Sam Bennett ed il britannico Mark Cavendish.
Al traguardo di Schoten sono stati 77 i ciclisti, dei 158 partiti da Terneuzen, che hanno portato a termine la competizione. La formazione francese Groupama-FDJ non ha corso a causa della positività al test del COVID-19 da parte di due suoi membri.

## Squadre e corridori partecipanti
| N.      | Cod. | Squadra                  |
| ------- | ---- | ------------------------ |
| 1-7     | LTS  | Lotto Soudal             |
| 11-17   | ACT  | AG2R Citroën Team        |
| 21-27   | AST  | Astana-Premier Tech      |
| 31-37   | BOH  | Bora-Hansgrohe           |
| 41-47   | COF  | Cofidis                  |
| 51-57   | DQT  | Deceuninck-Quick Step    |
| 61-67   | GCF  | Groupama-FDJ             |
| 71-77   | IWG  | Intermarché-Wanty-Gobert |
| 81-87   | ISN  | Israel Start-Up Nation   |
| 91-97   | DSM  | Team DSM                 |
| 101-107 | TQA  | Team Qhubeka Assos       |
| 111-117 | IWG  | Intermarché-Wanty-Gobert |
| 121-127 | UAD  | UAE Team Emirates        |

| N.      | Cod. | Squadra                   |
| ------- | ---- | ------------------------- |
| 131-137 | AFC  | Alpecin-Fenix             |
| 141-147 | BBK  | B&B Hotels                |
| 151-157 | BWB  | Bingoal Pauwels Sauces WB |
| 161-167 | DEL  | Delko                     |
| 171-177 | RLY  | Rally Cycling             |
| 181-187 | SVB  | Sport Vlaanderen-Baloise  |
| 191-197 | ARK  | Team Arkéa-Samsic         |
| 201-207 | TDE  | Total Direct Énergie      |
| 211-217 | UXT  | Uno-X Pro Cycling Team    |
| 221-227 | ---  | ---                       |
| 231-237 | BCY  | BEAT Cycling              |
| 241-247 | EVO  | EvoPro Racing             |

## Ordine d'arrivo (Top 10)
| Pos. | Corridore        | Squadra     | Tempo    |
| ---- | ---------------- | ----------- | -------- |
| 1    | Jasper Philipsen | Alpecin     | 4h03'30" |
| 2    | Sam Bennett      | Deceuninck  | s.t.     |
| 3    | Mark Cavendish   | Deceuninck  | s.t.     |
| 4    | Danny van Poppel | Intermarché | s.t.     |
| 5    | Clément Russo    | Arkéa       | s.t.     |
| 6    | Pascal Ackermann | Bora        | s.t.     |
| 7    | Luca Mozzato     | B&B Hotels  | s.t.     |
| 8    | Giacomo Nizzolo  | Qhubeka     | s.t.     |
| 9    | Marc Sarreau     | AG2R        | s.t.     |
| 10   | Dries Van Gestel | Total       | s.t.     |